# Sofie (jméno)
Sofie či Sofia (českou obdobou je Žofie) je ženské rodné jméno pocházející z řeckého slova σοφία (sofia) znamenající „moudrost“. Podle českého kalendáře slaví svátek 15. května společně se Žofií. Mezi české domácí podoby patří Sofinka, Sofča, Sofi, Sofka, Sofinečka či Sofa.
Od Sofie je odvozeno ženské jméno Soňa, přičemž se původně jednalo o její ruskou domáckou podobu.
Jméno Sofie se zaznamenalo již začátkem 4. století. Jedná se o běžné ženské jméno ve východních pravoslavných zemích. Začátkem devadesátých let se stalo na západě velmi populární a od roku 2010 patří k nejpopulárnějším jménům u dívek.

## Známé nositelky jména

### Královny a šlechtičny
- Sofie Pruská (1870–1932), řecká královna
- Sofie Řecká (* 1938), španělská královna
- Sofie Litevská (asi 1405–1461), polská královna, čtvrtá a poslední manželka Vladislava II. Jagella
- Sofie Bavorská (1847–1897), bavorská princezna, Vévodkyně z Alençonu
- Sophie z Lichtenštejna (* 1967), korunní princezna
- Sophie Mannerheim (1863–1928), finská šlechtična
- Sophie, vévodkyně z Edinburghu (* 1965), členka britské královské rodiny
- Sofie z Novgorodu (okolo r. 1140–1198), dánská královna, manželka Valdemara I.

### Ostatní
- Sophie (hudebnice) (1986–2021), skotská hudební producentka
- Sophie Blanchard (1778–1819), francouzská balonová pilotka
- Sofia Coppola (* 1971), americká filmařka
- Sophie Ellis-Bextor (* 1979), britská zpěvačka
- Sofia Karlsson – švédská hudebnice
- Sophia Lorenová (* 1934), italská herečka
- Sophie Marceau (* 1966), francouzská herečka
- Sofia Milos (* 1965), americká herečka
- Sofie Oosterwaal – nizozemská modelka
- Sofie Podlipská (1833–1897), česká spisovatelka a překladatelka
- Sofia Rotaru (* 1947), populární ukrajinská a ruská zpěvačka
- Sophie Schollová (1921–1943), členka německého protinacistického odboje
- Sophie Vavasseurová (* 1992), irská herečka
- Sofie Anna Švehlíková – dcera herce Davida Švehlíka a herečky Jitky Schneiderové
- Sofie Závodníková – matematička pocházející z rodu Rotwangen-Schmuckschildkröte
- Sophia Di Martino (* 1983), britská herečka

## Jiné významy
- Sofie – hlavní město Bulharska